# Дасик
Дасик (на корейски: 다식; буквален превод „чаена храна“) е хангва с размерите на хапка, която обикновено се сервира заедно чай. Прави се като се замесват зърнено или друг вид брашно или цветен прашец с мед, след което се пресоват в декоративна форма, наречена дасикпан (на корейски: 다식판). Поднесеният асортимент от дасик обикновено предлага разнообразни цветове, включително зелено, жълто, розово, черно и бяло. Типичните съставки включват: оризово брашно, боров прашец, черен сусам, кестен и соя.

## Видове
- бам дасик (на корейски: 밤다식) – приготвен от задушен и пасиран кестен или кестен на прах от ситно нарязани и сушени на слънце кестени
- geomeunkkae dasik (на корейски: 검은깨다식) – направен от препечен черен сусам на прах
- кекай дасик (на корейски: 깨다식) – направен от препечен сусам на прах
- Конг дасик (на корейски: 콩다식) – приготвена от задушена и натрошена жълта соя
- pureunkong dasik (на корейски: 푸른콩다식) – направена от задушена и натрошена зелена соя
- сонхва дасик (на корейски: 송화다식) – от боров прашец
- ssal dasik (на корейски: 쌀다식) – направено от задушено, изсушено, препечено и след това натрошено лепкаво оризово брашно

## Произход
Дасикът идва в Корея преди около 1600 години от Индия заедно с Будизма и чаената култура. Чаят първо е представен на корейските кралски особи, а по-късно достига и до висшите класи. Поради климата на региона, корейската земеделска земя се оказва неподходяща за отглеждане на чай, което не позволява лесно на елита да се наслади на чуждестранната напитка. Най-често се е пиело чай по време на Будистките церемонии, превръщайки будистките храмове в центрове на корейската чаена култура.
Чаената култура процъфтява по време на династията Корео (918 – 1392) която насърчава добродетелите на Будизма. По време на династията Чосон (1392 – 1910) чаената култура запада, тъй като управляващата класа приема конфуцианската доктрина. Чаената култура се пренася от Корея до Япония, която приема други културни влияния.
Трудностите на земеделието засягат не само мъжете, но също така и жените които трябва да се погрижат за децата и да приготвят храната след дълъг работен ден на полето. Правителството определя един ден всеки месец в който да се приготвят кулинарни деликатеси, като по този начин се насърчава здравословния семеен живот и жената бива освободена от част от ежедневното ѝ бреме. Тези ежемесечни тържества включват „Сеолал“ – Корейската Нова Година и Фестивалът на Жътвената луна – „Чусеок“, който се пада на 15-ия ден на осмия лунен месец, най-изобилното време през годината. В почит на предците, по време на тези празници, в церемония наречена „чарйе“, се поднасят дарове от традиционни храни и оризово вино. Името на церемонията произхожда от сервирането на чай или „ча“ (cha). Даровете включват месо, риба, плодове, и специални деликатеси, често изящно украсени. „Гокча“, вид вино, понякога е използвано вместо чай. В днешно време се използва най-често вино за церемониални обреди вместо чай.
При семейства, които почитат по официалните порядки, цветът на дасика се подбира внимателно. Желаният вкус, цвят и текстура се взимат предвид при избирането на съставките. Дасикът се аранжира по цвят и се сервира в чиния, която отразява естетичния усет на домакина и задава тона на празника.

## Дасикпан
Дасикът се оформя с дървена или порцеланова преса, която оформя релефни сладкарски изделия. Пресата е гравирана с дизайн, който образува релефен модел върху дасика. Дизайнът може да е буква или йероглиф на името на семейството, да е пожелае за дълъг живот или за специално събитие, като „хуангап“ или 60-и рожден ден или сватба. Натискайки тестото в Дасикпана, се оформя шарка във формата на буква, цвете или релефен геометричен модел. Повърхността на дасика може да има има букви, шарки на цветя или йероглифите 壽·福·康·寧, означаващи дълъг живот, късмет, здраве и спокойствие. Един комплект обикновено съдържа два дасикпана. Дължината му е 30 – 60 cm, ширината е 5 – 6 cm, а дебелината е 2 – 3 cm.

## Външни връзки
- Дасик: Уникален деликатес с чая
- Сладки изкушения когато стане време за чай статия в JoongAng Ilbo
- 다식 : 지식백과 //   Terms.naver.com. Посетен на 2013-05-12.

|  | Тази страница частично или изцяло представлява превод на страницата Dasik в Уикипедия на английски. Оригиналният текст, както и този превод, са защитени от Лиценза „Криейтив Комънс – Признание – Споделяне на споделеното“, а за съдържание, създадено преди юни 2009 година – от Лиценза за свободна документация на ГНУ. Прегледайте историята на редакциите на оригиналната страница, както и на преводната страница, за да видите списъка на съавторите. ВАЖНО: Този шаблон се отнася единствено до авторските права върху съдържанието на статията. Добавянето му не отменя изискването да се посочват конкретни източници на твърденията, които да бъдат благонадеждни. |